# 利園二期

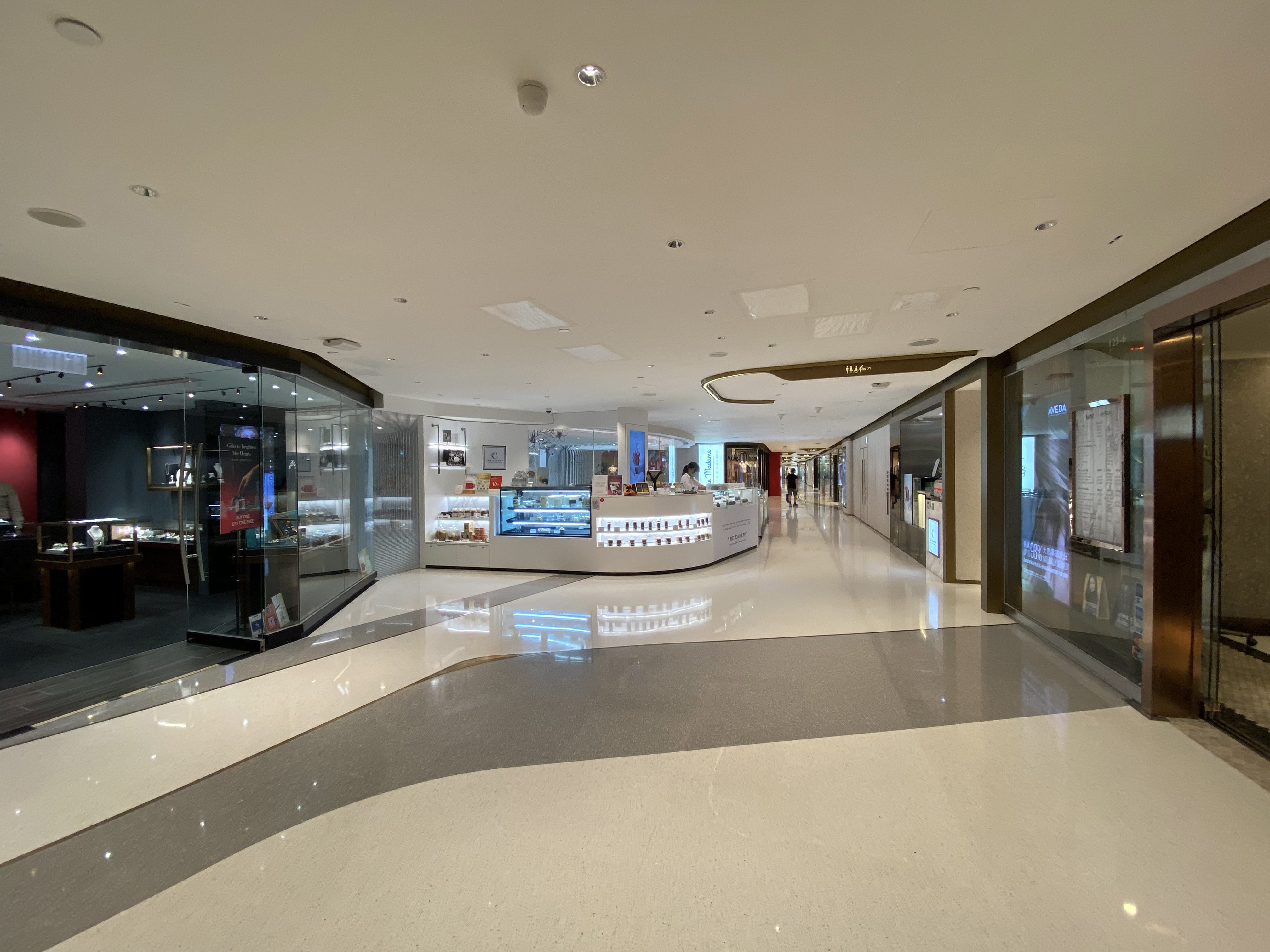
2019年翻新後的商場1樓

利園二期（英語：Lee Garden Two），寫字樓部份前稱嘉蘭中心，是香港的一座商場及寫字樓，位處於香港銅鑼灣利園山恩平道28號，樓高31層，由希慎興業發展，關善明建築師樓設計，於1992年3月落成。
利園二期的主要租戶，是從事貿易及數碼產品等事務的捷成洋行及其下的捷成旅遊，亦有各國的航空公司的辦公室，包括芬蘭航空、海灣航空、達美航空等，其他租戶還包括致同（香港）會計師事務所、根德、友邦保險（9，17 & 21樓）、地中海航運公司（20樓）、JNC、藍寶、中國有限公司教育建設基金香港辦事處、金融專業研習院、香港生產力促進局訓練中心、蓆夢思（14樓02室）、人頭馬（20樓）及默沙東（MSD，27樓）等。

## 寫字樓
下列為利園二期寫字樓部分租戶樓層分佈：
- 29樓：羅申美會計師事務所 - 接待處、凱晉企業顧問有限公司
- 27樓：美國默沙東藥廠、默沙東（中國）
- 25樓：樂金生活健康（香港）（2502室）
- 24樓：香港宸康醫療中心、B. Duck小黃鴨兒童健康中心
- 23樓：新華三集團（2301室）、福匯環球服務（2302室）
- 19樓：羅申美會計師事務所 - 審計部
- 14樓：北山堂基金（1401C室）、蓆夢思床褥傢具（1402室）
- 11樓：致同（香港）會計師事務所、致同重整服務
- 9樓、17樓及21樓：友邦保險（國際）- 營業部
- 8樓：希慎物業管理（801室）
- 6樓：大華銀行香港分行（602室）

## 商場
利園2期基座設有商場，樓高3層。該商場於2003年3月進行翻新工程，於同年9月完成，由嘉蘭中心更改名稱為利園二期（注意並非現時使用之「利園2期」）。該商場雲集多間世界尊貴品牌名店，包括Gucci、Moncler、Piaget、Roger Viver、Tod's及Van Cleef and Arpels，2樓設多間高級兒童服裝店以及玩具教材。商場通道在2019年進行翻新工程。

## 圖集

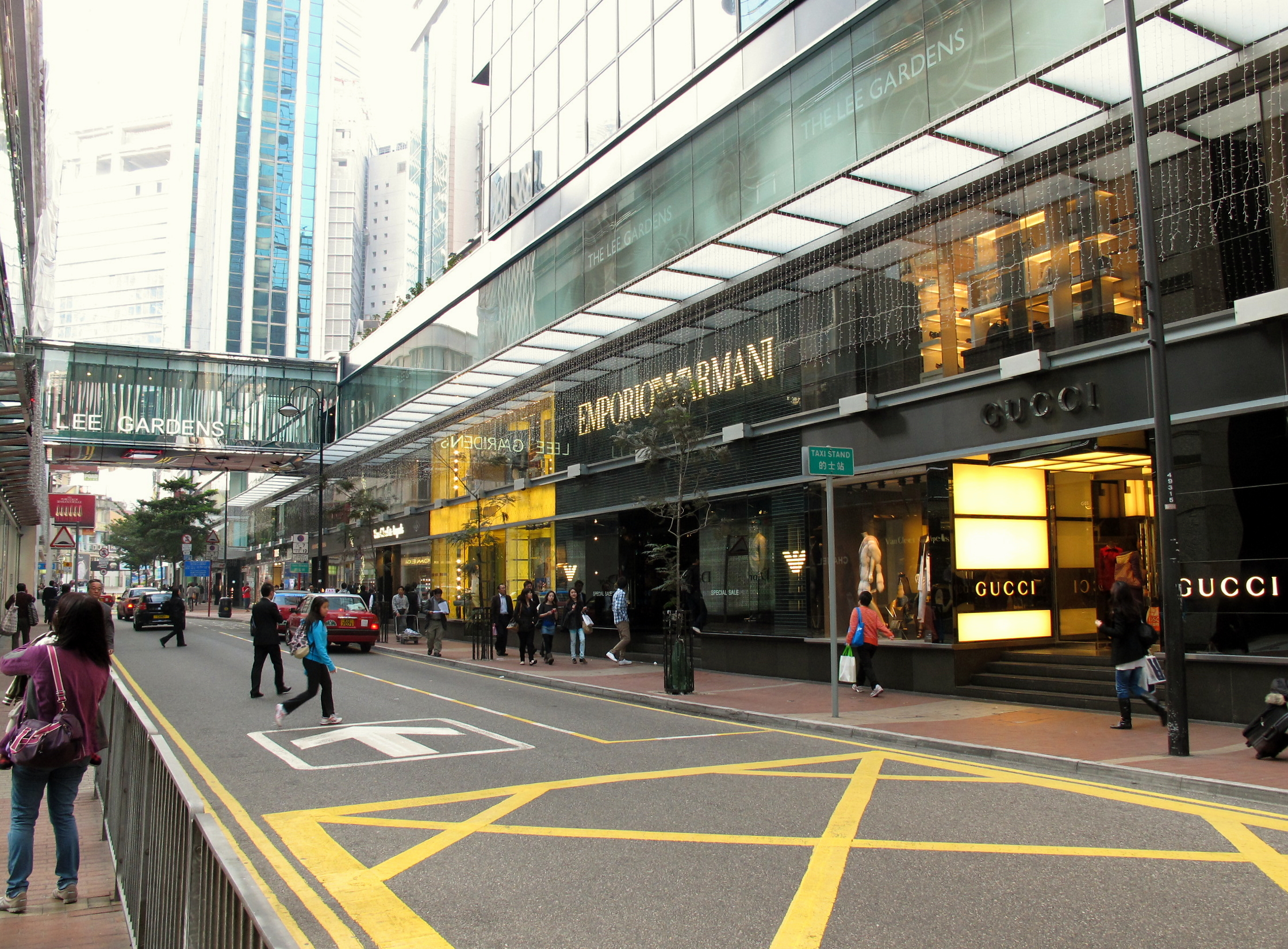
商場外觀（2011年）
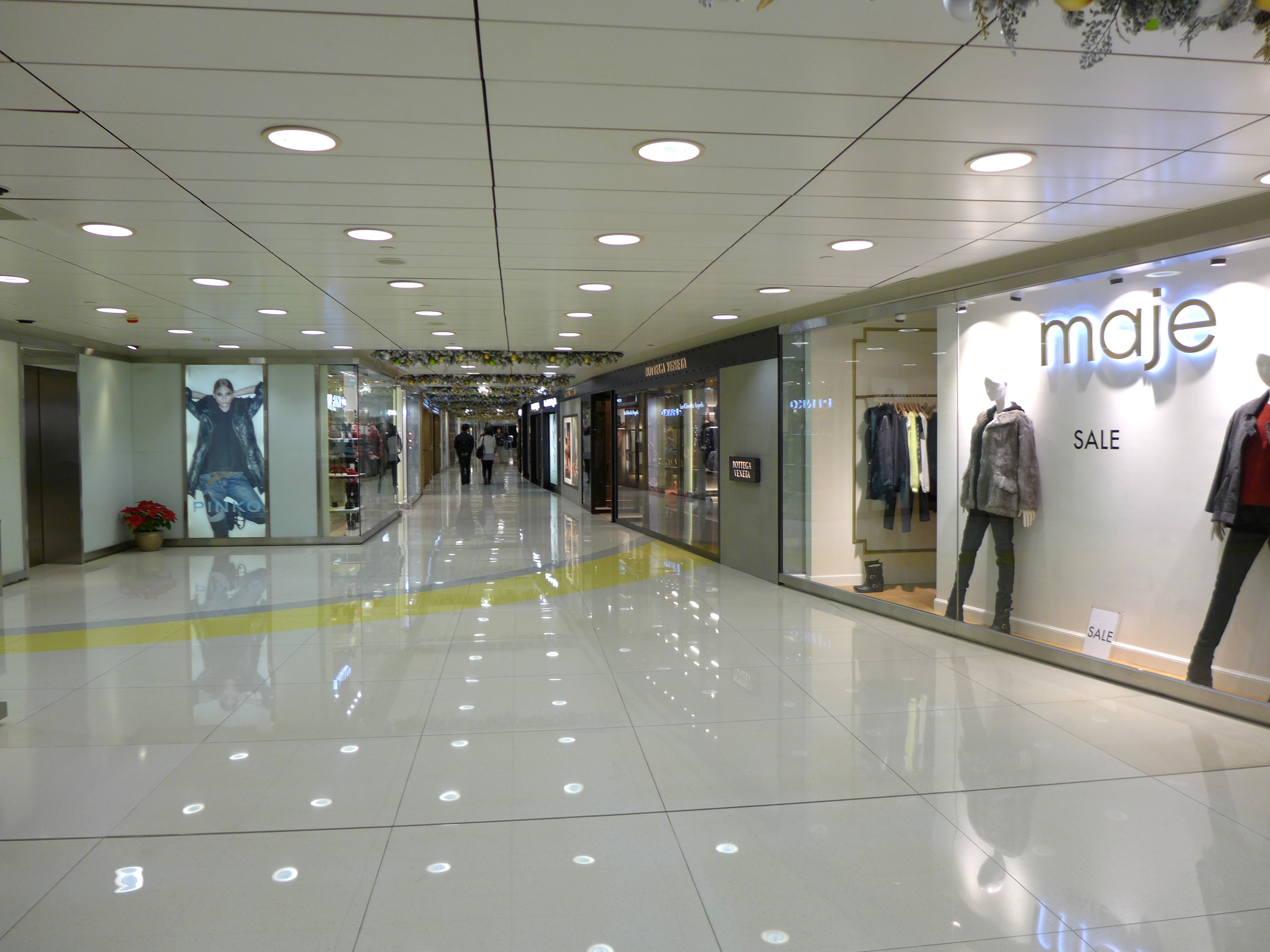
翻新前的商場2樓（2013年）
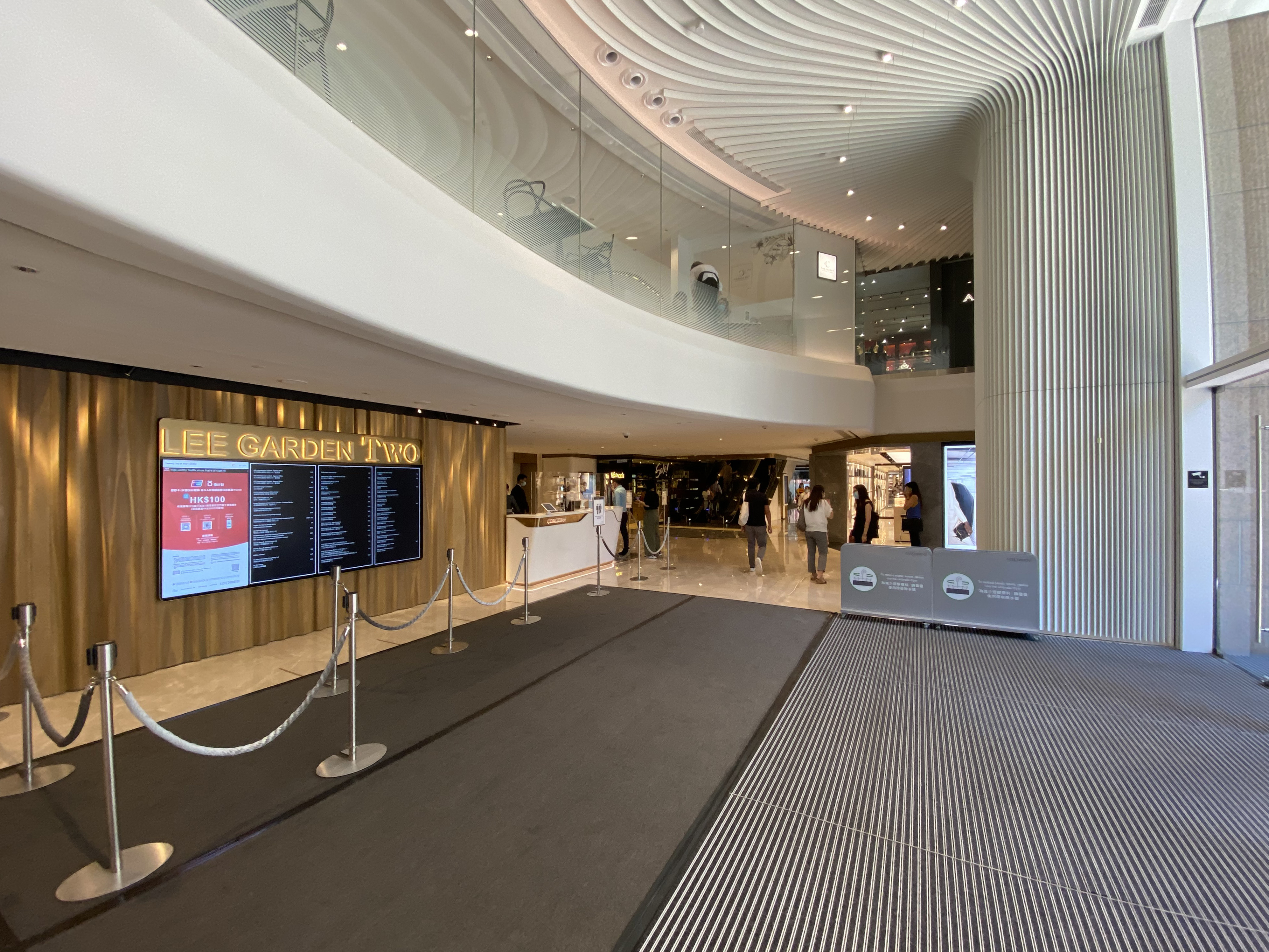
寫字樓大堂
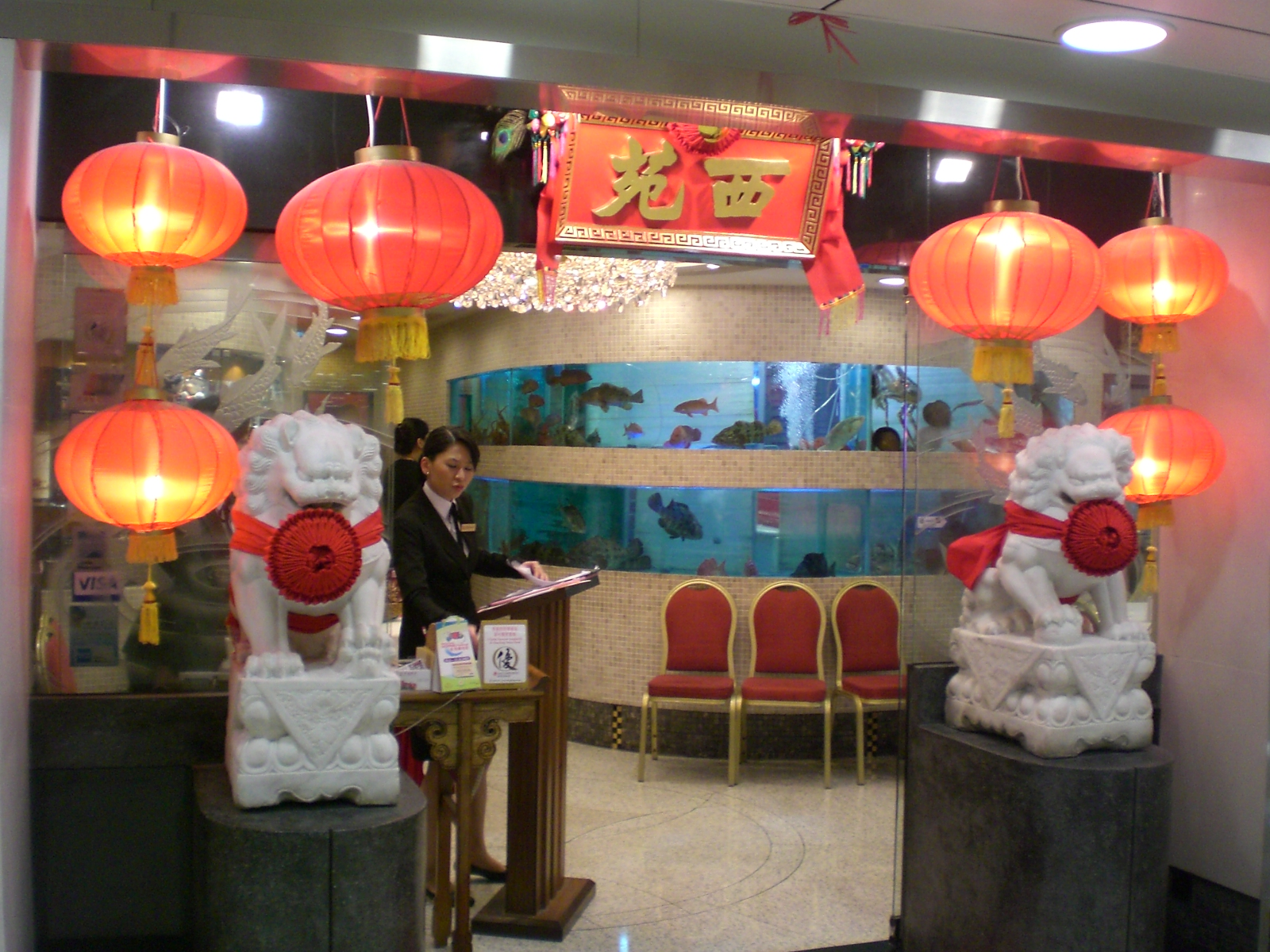
商場內的西苑酒家
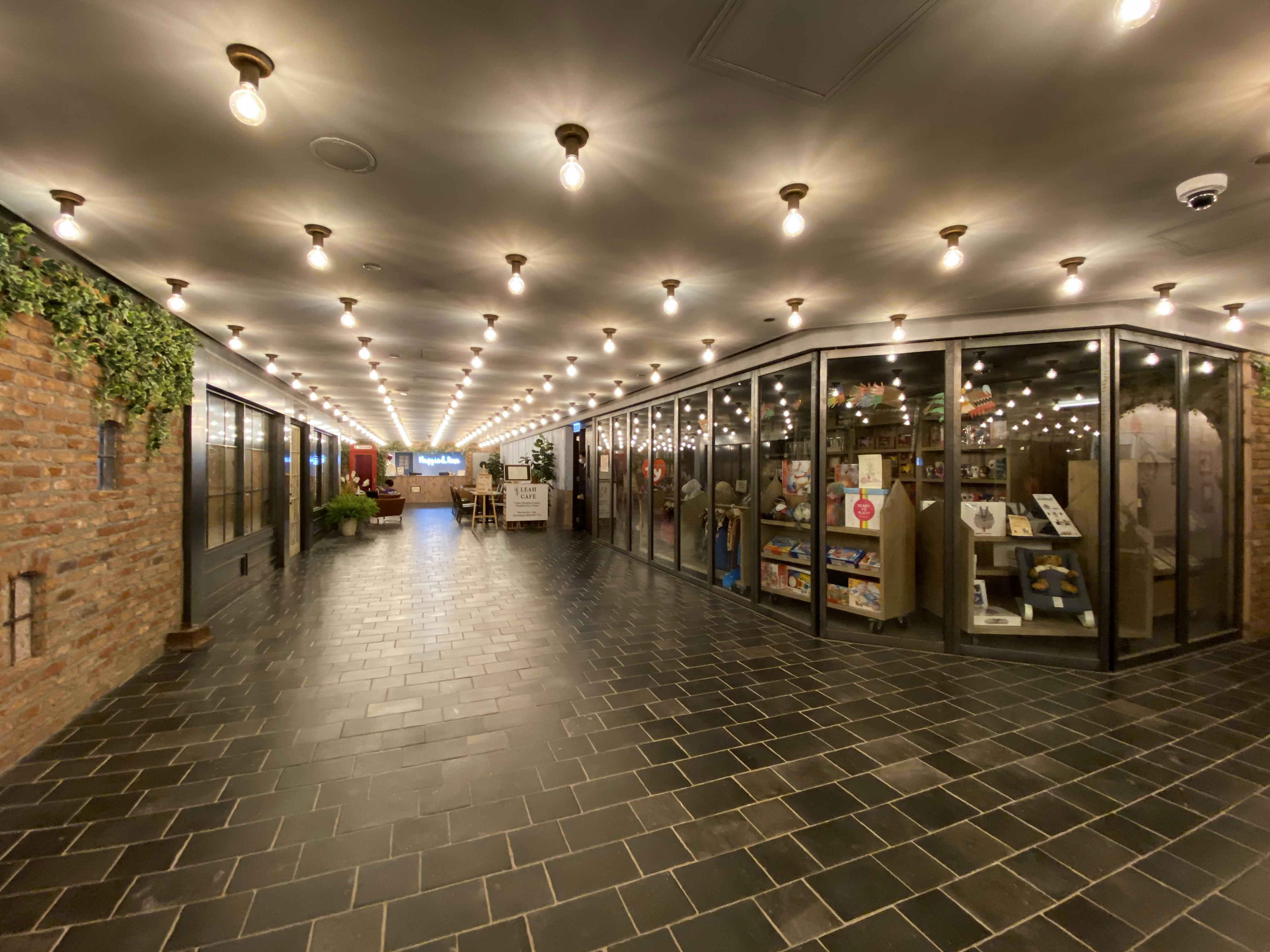
商場3樓
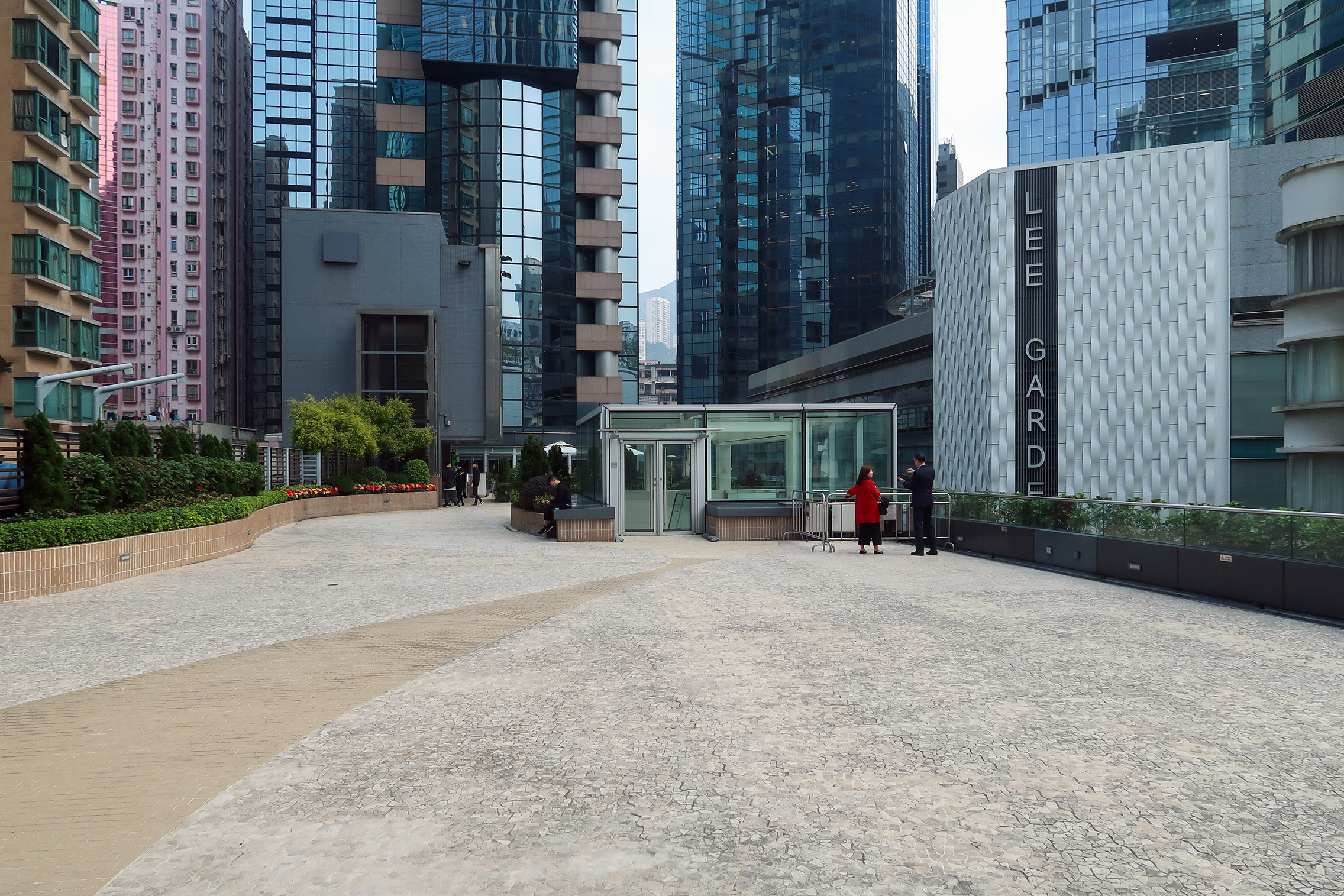
商場3樓平台花園

## 外部連結
- 利園商場網頁（页面存档备份，存于）
- 利園辦公室網頁（页面存档备份，存于）